# Paanisenjärvi (Jukkasjärvi socken, Lappland, 750957-175602)
Paanisenjärvi är en sjö i Kiruna kommun i Lappland och ingår i Kalixälvens huvudavrinningsområde. Sjön har en area på 0,12 kvadratkilometer och ligger 350,8 meter över havet. Sjön avvattnas av vattendraget Merasjoki.

## Delavrinningsområde
Paanisenjärvi ingår i det delavrinningsområde (750846-175746) som SMHI kallar för Inloppet i Naankijärvi. Medelhöjden är 338 meter över havet och ytan är 11,69 kvadratkilometer. Det finns inga avrinningsområden uppströms utan avrinningsområdet är högsta punkten. Merasjoki som avvattnar avrinningsområdet har biflödesordning 3, vilket innebär att vattnet flödar genom totalt 3 vattendrag innan det når havet efter 267 kilometer. Avrinningsområdet består mestadels av skog (61 procent) och sankmarker (23 procent). Avrinningsområdet har 1,68 kvadratkilometer vattenytor vilket ger det en sjöprocent på 14,3 procent.